# Барісал
Барісал (англ. Barisal або Barisal City, бенг. বরিশাল) — портове місто в Бангладеш, розташоване в Дельті Гангу, одна з шести «міських корпорацій» (автономних міст) країни, адміністративний центр округу Барісал.
| Бангладеш | Це незавершена стаття з географії Бангладеш. Ви можете допомогти проєкту, виправивши або дописавши її. |